# 艾許頓·桑德斯
艾許頓·德蘭·桑德斯（英語：Ashton Durrand Sanders，1995年10月24日—）， 是一位美國演員，他最為人所知的就是飾演奧斯卡金像獎最佳影片《月光下的藍色男孩》中青少年時期的Chiron。

## 職業生涯
桑德斯的第一部電影作品是由導演克里斯·埃斯卡（Chris Eska）所執導的電影《修復》（The Retrieval），這部電影於2013年3月11日在西南偏南電影節進行了首映，並於2014年4月2日由Variance Films電影公司開始限量發行。
2015年，桑德斯在電影《衝出康普頓》中軋了一角。2016年，也在網路劇《The Skinny》其中的一集現身。
同年，桑德斯飾演由巴瑞·賈金斯（Barry Jenkins）所執導的電影《月光下的藍色男孩》（Moonlight）中的角色。這部電影於2016年9月2日在特柳賴德（Telluride） 電影節上首映，並於2016年10月21日由A24電影製作公司開始限量發行。《月光下的藍色男孩》最終獲得了極大的好評和數十個大獎，包括金球獎最佳劇情片、奧斯卡最佳影片、最佳改編劇本和最佳男配角–馬赫夏拉·阿里（Mahershala Ali）及其他大獎等。桑德斯在影片中的演技亦受到許多影評人的讚揚。
2016年12月，桑德斯出現在由約翰·古德曼（John Goodman）所主演的新科幻片《Captive State》裡。
而2017年8月，桑德斯則被選定與丹佐·華盛頓（Denzel Washinton）等一起主演另一部動作驚悚片《私刑教育2》（The Equalizer 2）。
桑德斯之前曾就讀於德保羅大學戲劇學院，在2016年輟學後，專注於演藝事業發展。

## 作品

### 電影
| 年份 | 片名                  | 角色            | 備註 |
| ---- | --------------------- | --------------- | ---- |
| 2012 | Making Possibilities  | Donnie          |      |
| 2013 | The Retrieval         | Will            |      |
| 2015 | 衝出康普頓            | Kid             |      |
| 2016 | 月光下的藍色男孩      | Teen Chiron     |      |
| 2016 | We Home               | Javan           | 短片 |
| 2016 | The Last Virgin in LA | Josh            | 短片 |
| 2018 | 私刑教育2             | Miles Whittaker |      |
| 2019 | 俘虜國度              | Gabriel         |      |

### 電視
| 年   | 片名       | 角色  | 備註             |
| ---- | ---------- | ----- | ---------------- |
| 2016 | The Skinny | Tyler | Episode: "Squad" |

## 外部連結
- 艾許頓·桑德斯在互联网电影资料库（IMDb）上的資料（英文）